# Oblast Koergan
De oblast Koergan (Russisch: Курганская область, Koerganskaja oblast) is een oblast (bestuurlijke eenheid) van Rusland. Het bestuurlijk centrum is de stad Koergan. Het gebied ligt ten zuidoosten van de Oeral in het zuidelijke deel van het West-Siberisch Laagland (Isjimsteppe). Koergan is Russisch voor "grafheuvel" en hangt samen met de Koergancultuur (Koerganhypothese). De regio wordt soms ook aangeduid met Transoeral (Russisch: Зауралье; Zaoeralje).

## Geschiedenis
Al sinds oude tijden werd de Isjimsteppe bevolkt door nomadenvolken. In de Bronstijd was het gebied onderdeel van de Andronovocultuur. Voordat de Russen er kwamen, heersten er de Tataren. De geschiedenis van de Russische cultuur in de regio hangt samen met de kolonisatie van de Oeral vanaf de 16e eeuw. De eerste bewoning, houten nederzettingen langs de belangrijkste rivieren, vond plaats in de 17e eeuw met de stichting van plaatsen als Dalmatovo (1644), Kataisk (1655) Koergan (rond 1660; toen Tsarjovo Gorodisjtsje genoemd, in de buurt van een grote Koergan door Timofej Nevestsjin, een bouwer uit Tjoemen) en Sjadrinsk (1662). Voor de culturele ontwikkeling van de regio waren vooral de Dekabristen en Poolse vluchtelingen van belang, die hierheen trokken op zoek naar een nieuw bestaan of hierheen werden verbannen. Het leven van de eerste Russische bewoners was niet makkelijk, daar het aan de rand van het Russische Rijk lag en waardoor de nederzettingen regelmatig werden aangevallen door nomadische volkeren.
Met de uitbreiding van het rijk naar het oosten (Siberië) en zuiden (Kazachstan) verdween deze dreiging. Het grondgebied van de regio was voor de Sovjetperiode verdeeld onder het bestuur van Tobolsk, Orenburg, Perm en Tsjeljabinsk. Het gebied was vooral op de landbouw gericht. De belangrijkste producten waren olie, graan en talk. In 1894 werd de trans-Siberische spoorlijn aangelegd door het gebied en aangesloten op andere delen van Rusland, waardoor Koergan een status verwierf als industriestad, onder leiding van industriemagnaat Balaksjin. Tijdens de Sovjetperiode was het gebied in eerste instantie bestuurlijk verdeeld onder de oblasten Oeral, Omsk en oblast Tsjeljabinsk. Tijdens de Tweede Wereldoorlog werden in 1941 en 1942 16 grote bedrijven op opdracht van Jozef Stalin verplaatst van Europees Rusland naar Koergan. Op 6 februari 1943, na de herovering van Stalingrad, werd oblast Koergan gecreëerd uit een gedeelte van oblast Tsjeljabinsk en werd de stad Koergan tot bestuurlijk centrum gemaakt.
Tijdens de Sovjetperiode groeide de industrie sterk met als kernpunten Koergan en Sjadrinsk. Na het uiteenvallen van de Sovjet-Unie stortte de industrie in, als gevolg van de plotselinge omschakeling van een planeconomie naar een open-markteconomie en doordat de regio plotseling aan de rand van het land kwam te liggen door de onafhankelijkheid van Kazachstan. Pas na een aantal jaren van herstructurering is de economie bezig zich sinds 1999 weer enigszins te herstellen. Koergan is echter nog steeds een van de armste gebieden van de Oeral.
Een aantal gebieden in de regio zijn radioactief besmet als gevolg van de kernrampen in het Majakcomplex in oblast Tsjeljabinsk in de jaren 50 en 60.

## Economie
Het gebied is vooral op de landbouw gericht, die meer dan 60% van het grondoppervlak beslaat. Het belangrijkste gewas is lentetarwe, maar er wordt ook rogge, haver en graan verbouwd. De belangrijkste industriesteden zijn Koergan en Sjadrinsk, die vooral gericht zijn op de landbouw (voedingsmiddelenindustrie en machinefabrieken). De regio heeft in tegenstelling tot de omringende gebieden geen natuurlijke hulpbronnen.
Het gebied is verbonden met andere gebieden in Rusland en Kazachstan door spoorlijnen, zoals de trans-Siberische spoorlijn. Door het gebied lopen veel gas- en oliepijpleidingen.

## Geografie
Het gebied grenst binnen Rusland aan de oblasten Tsjeljabinsk (westen), Sverdlovsk (noorden) en Tjoemen (oosten) en in het zuiden aan de Kazachse oblys Qostanayostanay (zuidwesten) en Soltustik Qazaqstan (zuidoosten).
Het is een van de kleinste gebieden van de Oeral en is ongeveer zo groot als Ierland. Een groot deel van het gebied bestaat uit water. De afstand van west naar oost bedraagt 430 kilometer en de afstand van noord naar zuid 290 kilometer.

### Klimaat en neerslag
Het gebied heeft een sterk landklimaat met lange koude winters (gemiddelde januaritemperatuur −18 °C) en warme zomers met regelmatige droogtes (gemiddelde julitemperatuur 19 °C). De gemiddelde jaarlijkse neerslag bedraagt 400 mm en het aantal vegetatiegroeidagen 160 - 165.

### Water
In het gebied liggen een aantal belangrijke rivieren, waarvan de Tobol met zijn zijrivieren de Iset, Miass, Tech en Sinara de belangrijkste is. Verder liggen er ongeveer 2500 meren in het gebied, vooral in het oosten en zuidwesten, waaronder zoetwater- en zoutwatermeren, die soms vervuild zijn met industrieel afval. Een kwart van de meren bevat mineralen en worden gebruikt voor hun geneeskrachtige werking. De grootste meren zijn Tsjernoje, Steklenej en Donki, die veel worden gebruikt voor de visserij en viskwekerijen.

### Flora en fauna
Het gebied bestaat uit steppe en bos en het overgangsgebied daartussen. Ongeveer 20% van het gebied (of 1,7 miljoen hectare) is bos. Het zuiden bestaat vooral uit grote steppegraslanden. Het centrale gedeelte bestaat uit steppebossen met berk, den, linde, ratelpopulier en zilverspar. In het noorden begint de taiga. In de bossen groeien veel besdragende planten, zoals aardbeien, gewone vogelkers en zwarte bes. Ook komen er veel paddenstoelsoorten voor, waaronder eekhoorntjesbrood.
De belangrijkste zoogdiersoorten in het gebied zijn elanden, reeën, wilde zwijnen, wolven, vossen, dassen, hazen en muskusratten. De belangrijkste vogelsoorten zijn eenden, ganzen, patrijzen en korhoenders. In totaal bevinden zich meer dan 250 vogelsoorten, 6 reptielsoorten, 8 soorten amfibieën en 27 vissoorten in het gebied.

### Natuurlijke hulpbronnen
Het gebied is relatief arm aan natuurlijke hulpbronnen vergeleken met de omringende gebieden. De belangrijkste zijn ijzer (in het zuiden), klei en zand (voor de bouw van huizen), gips, kalksteen en kleine hoeveelheden turf.

### Milieu en vervuiling
Oblast Koergan kent enkele gebieden die net als andere gebieden in of door de Sovjettijd vervuild raakten:
- Luchtvervuiling in de steden Koergan en Sjadrinsk door de industrie
- Watervervuiling in de rivieren Iset, Miass en Tetsja door industriële vervuiling uit oblast Tseljabinsk en Sverdlovsk. De Tetsja werd verder vervuild door radioactief afval uit het Majakcomplex.

Hiernaast ligt er 700 ton verboden pesticiden uit de jaren 1972 tot 1975 opgeslagen in het gebied en in rayon Sjtsjoetsjanski ligt ongeveer 5400 ton aan zenuwgas (sarin, soman en VX) opgeslagen.

## Demografie
Volgens de volkstelling van 2002 bestaat het gebied overwegend uit Russen: 92%. Verder zijn er minderheden van Wolga-Tataren (2%), Basjkieren (1,5%) en anderen. In totaal wonen er meer dan honderd nationaliteiten in het gebied.
Het gebied kent een relatief lage urbanisatiegraad: 55% ten opzichte van 73% voor heel Rusland.
| 1926      | 1939    | 1959    | 1970      | 1979      | 1989      | 2002      |
| --------- | ------- | ------- | --------- | --------- | --------- | --------- |
| 1.236.000 | 976.000 | 999.170 | 1.085.560 | 1.080.459 | 1.103.665 | 1.019.532 |

## Bestuurlijke indeling
Oblast Koergan bestaat uit 26 gemeenten: 24 gemeentelijke districten en 2 stedelijke districten:

### Gemeentelijke districten
- Almenevski (Альменевский)
- Belozerski (Белозерский)
- Dalmatovski (Далматовский)
- Joergamysjski (Юргамышский)
- Kargapolski (Каргапольский)
- Katajski (Катайский)
- Ketovski (Кетовский)
- Koertamysjski (Куртамышский)
- Lebjazjevski (Лебяжьевский)
- Makoesjinski (Макушинский)
- Misjkinski (Мишкинский)
- Mokrooesovski (Мокроусовский)
- Petoechovski (Петуховский)
- Polovinski (Половинский)
- Pritobolnyj (Притобольный)
- Safakoelevski(Сафакулевский)
- Sjadrinski (Шадринский)
- Sjatrovski (Шатровский)
- Sjoemichinski (Шумихинский)
- Sjtsjoetsjanski (Щучанский)
- Tselinnyj (Целинный)
- Tsjastoozerski (Частоозерский)
- Vargasjinski (Варгашинский)
- Zverinogolovski (Звериноголовский)

### Stedelijke districten
- Koergan
- Sjadrinsk

## Politiek
De wetgevende macht binnen de oblast is net als bij andere oblasten de regionale Doema in de stad Koergan met 33 afgevaardigden, waarvan de leden worden gekozen voor 4 jaar. De uitvoerende macht is de regionale regering onder leiding van de gouverneur van de oblast, die ook voor 4 jaar wordt gekozen. De huidige gouverneur is Oleg Alexejevitsj, die op 19 december 2004 voor de derde maal werd herverkozen.